# Kenny Lynch
Pour les articles homonymes, voir Lynch.
Kenny Lynch est un acteur et compositeur britannique né le 18 mars 1938 à Stepney (Royaume-Uni) et mort le 18 décembre 2019.

## Biographie
Son père est né à la Barbade et sa mère était britannique et jamaïcaine.
Kenny Lynch a grandi à Stepney (East London) comme l'un des 13 enfants ; sa sœur Gladys (nom de scène Maxine Daniels ) était une chanteuse de jazz d'une certaine note. Après avoir quitté l'école à 15 ans et occupé divers emplois, il a fait son service national dans le Royal Army Service Corps et a été le champion régimentaire de boxe poids plume. Il était également chanteur professionnel. 
Kenny Lynch a terminé le marathon de Londres en 1982, a joué dans plusieurs matchs de football de bienfaisance et a participé aux collectes de fonds de Celebrity Cricket de Michael Parkinson. En 2018, il a fait une tournée de concerts avec Jimmy Tarbuck et Anita Harris, ainsi que dans le dernier rire d'ITV à Las Vegas.
Il est décédé le 18 décembre 2019 à l'âge de 81 ans.

### Famille
Kenny Lynch a eu deux filles, Amy Lynch et Bobby Lynch.

## Filmographie

### comme acteur
- 1965 : Le Train des épouvantes (Dr. Terror's House of Horrors) : Sammy Coin
- 1966 : Room at the Bottom (série télévisée) : Horace
- 1967 : The Plank : Dustman
- 1970 : Carry on Loving : Bus Conductor
- 1973 : Tell Tarby (série télévisée)
- 1974 : Francis Howerd in Concert (TV)
- 1978 : The Playbirds : Police Doctor
- 1979 : The Plank (TV) : Dustman
- 1979 : Confessions from the David Galaxy Affair : Joe
- 1984 : Tickle on the Tum (série télévisée)
- 1988 : Mr. H Is Late (TV) : Bus conductor